# Barbora Krejčová
Barbora Krejčová (18. prosince 1974 v Brně) je česká architektka, fotografka a členka dívčí umělecké skupiny Babis. Patří do generace mladých českých fotografek z počátku 21. století spolu s dalšími autorkami jako například Bára Prášilová, Dita Pepe, Kateřina Držková nebo Tereza Vlčková.

## Životopis
Krejčová je známá svou tvorbou v oblasti barevné fotografie, ale je také architektkou a básnířkou, což přispívá k jejímu širokému uměleckému záběru. Její práce se zaměřuje na zachycování každodenního prostředí, ve kterém se pohybuje.

## Cykly
V sérii "Vzpomínky na to, co se nestalo" Krejčová vytváří kompozice ze souboru nedoostřených snímků, které zachycují sídliště, panelákové chodby, ulice města, interiéry bytu a autoportréty. Její práce se vyznačuje dekorativním působením celku a vytříbeným citem pro barevnou fotografii. Výrazné barevné odstíny, zejména večer a v noci, dodávají jejím fotografiím sugestivní atmosféru a tajemnost. Opuštěné chodby, noční ulice a zešeřelé interiéry mají magický a lehce posmutnělý dojem, který diváka přiměje přemýšlet o příbězích, které se za fotografiemi odehrávají. Krejčová má silné designérské cítění a dokáže vytvořit sugestivní celky z jednotlivých fotografií. Její práce je organická a má vysokou výtvarnou hodnotu. Její rozostřené barevné fotografie jsou plné křehké citlivosti a náznakovosti.
V české fotografii existuje několik dalších talentovaných fotografek, které pracují s podobnými tvůrčími přístupy. Mezi ně patří například Šárka Bosáková, která využívá jemné ženské emotivnosti a schopnosti vyjadřovat se bez přísného racionálního a logického uvažování. Tyto umělkyně dokáží plně využít předností ženské psychiky při tvorbě umění, aniž by se uchylovaly k feministickým proklamacím.